# Michal Škoda
Michal Škoda (Praga, República Checa, 1 de marzo de 1988) es un futbolista checo. Juega de delantero y su equipo actual es el FC Chomutov de la Cuarta División Checa.

## Clubes
| Club                                   | País            | Año           | PJ  | Goles |
| -------------------------------------- | --------------- | ------------- | --- | ----- |
| Bohemians 1905                         | República Checa | 2010 - 2012   | 41  | 8     |
| Zbrojovka Brno                         | República Checa | 2012 - 2019   | 107 | 30    |
| SK Líšeň (cedido)                      | República Checa | 2013          | 2   | 0     |
| Viktoria Žižkov (cedido)               | República Checa | 2013-2014     | 19  | 2     |
| České Budějovice (cedido)              | República Checa | 2014-2015     | 23  | 3     |
| Lillestrøm SK (cedido)                 | Noruega         | 2017          | 13  | 1     |
| 1. FK Příbram                          | República Checa | 2019 -2020    |     |       |
| Fotbalový klub Mladá Boleslav          | República Checa | 2020-2021     |     |       |
| Sportovní Klub Dynamo České Budějovice | República Checa | 2021-2023     |     |       |
| Fotbalový Klub Dukla Praga             | República Checa | 2023-2024     |     |       |
| FC Chomutov                            | República Checa | 2024-presente |     |       |